# 秋月謙吾
秋月 謙吾（あきづき けんご、1962年6月3日 - 2022年8月2日）は、日本の行政学者。元京都大学大学院法学研究科教授、元京都大学公共政策大学院教授。

## 略歴
兵庫県神戸市出身。六甲高校卒業。1985年京都大学法学部卒業。同学部助手（学士助手）を経て
 1988年同助教授。1989年から1991年までアメリカ・ピッツバーグ大学大学院に留学（政治学修士）。2006年より教授。村松岐夫に師事し、その講座を受け継いだ。日本政治学会常務理事。
2022年8月2日、右急性硬膜下血腫のため死去。60歳没。

## 著書

### 単著
- 『社会科学の理論とモデル (9) 行政・地方自治』（東京大学出版会、2001年）